# Loris Giazzon
Loris Giazzon (Caldogno, 6 dicembre 1964 – Creazzo, 20 aprile 1993) è stato un poliziotto italiano, assassinato durante una rapina ad una banca da parte della banda dei fratelli Rigato. È stato insignito della medaglia d'oro al valor civile.

## Biografia
Venne ucciso il 20 aprile 1993 a Olmo di Creazzo durante una rapina alla filiale locale della Banca Popolare di Vicenza.
Tale rapina venne eseguita dai membri della banda dei fratelli Rigato, composta da Ennio e Massimo Rigato, Stefano Ghiro e Pasqualino Crosta, tutti vicini agli ambienti della Mala del Brenta. 
Durante lo scontro a fuoco che portò alla morte di Giazzon, venne ferito in maniera grave anche il collega Maurizio Cesarotto, il quale, per via di una lesione alla colonna vertebrale, perse l'uso delle gambe.

## Iniziative legate al ricordo di Loris Giazzon
- Il 9 ottobre 2010 viene intitolato alla memoria di Giazzon un parco pubblico nel comune di Arzignano in Provincia di Vicenza
- Alla memoria di Giazzon è dedicata la scuola primaria di San Gregorio nelle Alpi in Provincia di Belluno